# Superdad
Superdad (Las locas aventuras de Superpapá en España y Superpapá en Hispanoamérica) es una comedia cinematográfica de 1973 dirigida por Vincent McEveety y protagonizada por Bob Crane, Kurt Russell y Barbara Rush.

## Argumento
Charlie McCready es un padre que está preocupado. Su hija Wendy va a ir a la universidad en otoño, y se da cuenta que los amigos con los que irá a clase no tienen ambición, sobre todo su novio Bart. Por ello decide enviarla a otra universidad a través de una treta.
Sin embargo, cuando Wendy descubre el engaño, ella se convierte en rebelde y como tal empieza a salir con un artista hippie. Charlie se da entonces cuenta de que ha cometido un gran error y ve por ello su deber de hacer algo antes de que Wendy vaya demasiado lejos.

## Recepción
| Actor           | Personaje         |
| --------------- | ----------------- |
| Bob Crane       | Charlie McCready  |
| Kurt Russell    | Bart              |
| Barbara Rush    | Sue McCready      |
| Joe Flynn       | Cyrus Hershberger |
| Kathleen Cody   | Wendy McCready    |
| Joby Baker      | Klutch            |
| Dick Van Patten | Ira Kushaw        |
| Bruno Kirby     | Stanley           |
| Judith Lowry    | Madre Barlow      |
| Ivor Francis    | Dr. Skinner       |

## Producción
Esta obra cinematográfica se hizo en un intento de hacer frente a la brecha generacional que había en la época de su creación (entre jóvenes y adultos) y a la agitación social que también había entonces sobre la guerra de Vietnam.
Se rodó para ello en Newport Beach, San Francisco y Burbank. Los tres lugares están en el estado de California, Estados Unidos, y se filmó par hacera entre mediados de otoño de 1972 y finales de diciembre del mismo año.

## Recepción
La película fue un fracaso de taquilla y además recibió pésimas críticas. Aún así supuso también el debut cinematográfico de Bruno Kirby.
Hoy en día la película ha sido valorada en portales cinematográficos. En IMDb, con 879 votos registrados, el filme obtiene una media ponderada de 5,1 sobre 10. En cuanto a Rotten Tomatoes, los más de 250 votos registrados allí le dieron una valoración media de 2,9 de 5. También cabe destacar, que en La Vanguardia el 50 % de los usuarios registrados allí le dan a la película una valoración positiva.